# فولفجانج بيتيرس
فولفجانج بيتيرس (بالألمانية: Wolfgang Peters)‏ (مواليد 8 يناير 1929) هو لاعب كرة قدم. يلعب مع منتخب ألمانيا الغربية لكرة القدم. سبق له أن لعب في كأس العالم لكرة القدم مع منتخب بلاده.

## روابط خارجية
- فولفجانج بيتيرس على موقع قاعدة بيانات كرة القدم.إي يو (الإنجليزية)
- فولفجانج بيتيرس على موقع بيانات كرة القدم. دي إي (الألمانية)
- فولفجانج بيتيرس على موقع ناشيونال فوتبول تيمز (الإنجليزية)
- فولفجانج بيتيرس على موقع عالم كرة القدم.نت (الإنجليزية)